# Lei, la creatura
Lei, la creatura (She Creature) è un film per la televisione statunitense  del 2001 diretto da Sebastian Gutierrez.

## Trama
Irlanda, 1905 circa. Due dipendenti di un circo itinerante, Angus e Lily, rapiscono una sirena e cercano di farla arrivare negli Stati Uniti. Ad un certo punto la nave sembra avere dei problemi durante il percorso e la sirena inizia a mostrare il suo lato mortale, quasi vampiresco.

## Produzione
Il film, girato a Los Angeles, fu inizialmente presentato con il titolo Mermaid Chronicles Part 1: She Creature perché avrebbe dovuto fare parte di una serie televisiva intitolata The Mermaid Chronicles. Tuttavia, non fu prodotto alcun seguito.
Il titolo originale del film ricalca quello di un altro film horror del 1958 (The She-Creature) ma non ne è un remake.

## Serie
Fa parte della serie di film per la TV prodotta dalla Cinemax nel 2001, denominata Creature Features (Le creature del brivido in Italia) che comprende anche i titoli:
- Il giorno in cui il mondo finì (The Day the World Ended)
- La vendetta del ragno nero (Earth vs. the Spider)
- Il mostro oltre lo schermo (How to Make a Monster)
- Adolescente delle caverne (Teenage Caveman)

## Distribuzione
Alcune delle uscite internazionali sono state:
- 8 gennaio 2002 in Francia (La sirène mutante, uscita DVD)
- 17 gennaio 2002 in Argentina (La criatura)
- 22 gennaio 2002 in Germania (Der Todesengel aus der Tiefe)
- 25 marzo 2002 nel Regno Unito (uscita DVD)
- 2 aprile 2002 in Canada
- 22 maggio 2002 in Norvegia
- 24 maggio 2002 in Finlandia
- in Brasile (A Criatura da Destruição)
- in Ungheria (A tengeri szörny)
- in Italia (Lei, la creatura)

## Premi
Il film ha vinto il premio Best Special Makeup Effects agli Hollywood Makeup Artist and Hair Stylist Guild Award nel 2002. Nello stesso anno ha inoltre ricevuto una nomination nella categoria Best Single Television Presentation ai Saturn Award.